# Shelby, Ohio
Shelby là một thành phố thuộc quận Richland, tiểu bang Ohio, Hoa Kỳ. Năm 2010, dân số của thành phố này là 9317 người.

## Dân số
- Dân số năm 2000: 9821 người.
- Dân số năm 2010: 9317 người.